# Angitia andrevia
Angitia andrevia là một loài bướm đêm trong họ Noctuidae.